# Kypello Kyprou
La Kypello Kyprou (in greco Κύπελλο Κύπρου Α' - Β' Κατηγορίας), nota per ragioni di sponsorizzazione come Coca Cola Cup (Κύπελλο Κόκα - Κόλα Α' - Β' Κατηγορίας) è una competizione calcistica riservata a squadre affiliate alla Federazione calcistica di Cipro, ente organizzatore della manifestazione. È il secondo torneo di calcio per importanza a Cipro dopo la massima divisione del campionato nazionale.
Fu inaugurata nel 1934, lo stesso in cui fu disputata la prima edizione del campionato cipriota.

## Formato
Tradizionalmente era una competizione a eliminazione diretta con partite di andata e ritorno eccezion fatta per la finale, che era ripetuta in caso di parità dopo i tempi supplementari. Nel 2002 furono introdotte modifiche alla formula del torneo. L'effetto fu quello di una coppa simile come regole alla Champions League. Ciò rese più difficile il passaggio dei turni per le cosiddette outsider, le squadre-sorpresa.
Il formato attuale prevede tre turni eliminatori preliminari, una fase a gironi e in seguito tre turni a eliminazione diretta.
Tutti i turni hanno andata e ritorno tranne la finale e il primo turno, che contemplano la disputa di una sola partita.

## Albo d'oro
| Anno                                                        | Vincitore           | Risultato              | Finalista           |
| ----------------------------------------------------------- | ------------------- | ---------------------- | ------------------- |
| 1934-35                                                     | Trast               | 0-0, 1-0 (ripetizione) | APOEL               |
| 1935-36                                                     | Trast               | 4-1                    | Çetinkaya Türk      |
| 1936-37                                                     | APOEL               | 2-1                    | Trast               |
| 1937-38                                                     | Trast               | 2-1                    | AEL Limassol        |
| 1938-39                                                     | AEL Limassol        | 3-1                    | APOEL               |
| 1939-40                                                     | AEL Limassol        | 3-1                    | Pezoporikos Larnaca |
| 1940-41                                                     | APOEL               | 2-1                    | AEL Limassol        |
| 1941-44 non disputata a causa della seconda guerra mondiale |                     |                        |                     |
| 1944-45                                                     | EPA Larnaca         | 3-1                    | APOEL               |
| 1945-46                                                     | EPA Larnaca         | 2-1                    | APOEL               |
| 1946-47                                                     | APOEL               | 4-1                    | Anorthōsis          |
| 1947-48                                                     | AEL Limassol        | 2-0                    | APOEL               |
| 1948-49                                                     | Anorthōsis          | 3-0                    | APOEL               |
| 1949-50                                                     | EPA Larnaca         | 2-1                    | Anorthōsis          |
| 1950-51                                                     | APOEL               | 7-0                    | EPA Larnaca         |
| 1951-52                                                     | Çetinkaya Türk      | 4-1                    | Pezoporikos Larnaca |
| 1952-53                                                     | EPA Larnaca         | 2-1                    | Çetinkaya Türk      |
| 1953-54                                                     | Çetinkaya Türk      | 2-1                    | Pezoporikos Larnaca |
| 1954-55                                                     | EPA Larnaca         | 2-1                    | Pezoporikos Larnaca |
| 1955-58 non disputata                                       |                     |                        |                     |
| 1958-59                                                     | Anorthōsis          | 1-0                    | AEL Limassol        |
| 1959-61 non disputata                                       |                     |                        |                     |
| 1961-62                                                     | Anorthōsis          | 5-2                    | Olympiakos Nicosia  |
| 1962-63                                                     | APOEL               | 2-2, 1-0 (ripetizione) | Anorthōsis          |
| 1963-64                                                     | Anorthōsis          | 3-0                    | APOEL               |
| 1964-65                                                     | Omonia              | 5-1                    | Apollōn Limassol    |
| 1965-66                                                     | Apollōn Limassol    | 4-2                    | Nea Salamis         |
| 1966-67                                                     | Apollōn Limassol    | 1-0                    | Alkī Larnaca        |
| 1967-68                                                     | APOEL               | 2-1                    | EPA Larnaca         |
| 1968-69                                                     | APOEL               | 1-0                    | Omonia              |
| 1969-70                                                     | Pezoporikos Larnaca | 2-1                    | Alkī Larnaca        |
| 1970-71                                                     | Anorthōsis          | 1-0                    | Omonia              |
| 1971-72                                                     | Omonia              | 3-1                    | Pezoporikos Larnaca |
| 1972-73                                                     | APOEL               | 1-0                    | Pezoporikos Larnaca |
| 1973-74                                                     | Omonia              | 2-0                    | EN Paralimni        |
| 1974-75                                                     | Anorthōsis          | 3-2                    | EN Paralimni        |
| 1975-76                                                     | APOEL               | 6-0                    | Alkī Larnaca        |
| 1976-77                                                     | Olympiakos Nicosia  | 2-0                    | Alkī Larnaca        |
| 1977-78                                                     | APOEL               | 3-0                    | Olympiakos Nicosia  |
| 1978-79                                                     | APOEL               | 1-0                    | AEL Limassol        |
| 1979-80                                                     | Omonia              | 3-1                    | Alkī Larnaca        |
| 1980-81                                                     | Omonia              | 1-1, 3-0 (ripetizione) | EN Paralimni        |
| 1981-82                                                     | Omonia              | 2-2, 4-1 (ripetizione) | Apollōn Limassol    |
| 1982-83                                                     | Omonia              | 2-1                    | EN Paralimni        |
| 1983-84                                                     | APOEL               | 3-1 dts                | Pezoporikos Larnaca |
| 1984-85                                                     | AEL Limassol        | 1-0                    | EPA Larnaca         |
| 1985-86                                                     | Apollōn Limassol    | 2-0                    | APOEL               |
| 1986-87                                                     | AEL Limassol        | 1-0                    | Apollōn Limassol    |
| 1987-88                                                     | Omonia              | 2-1                    | AEL Limassol        |
| 1988-89                                                     | AEL Limassol        | 3-2                    | Arīs Limassol       |
| 1989-90                                                     | Nea Salamis         | 3-2                    | Omonia              |
| 1990-91                                                     | Omonia              | 1-0                    | Olympiakos Nicosia  |
| 1991-92                                                     | Apollōn Limassol    | 1-0                    | Omonia              |
| 1992-93                                                     | APOEL               | 4-1                    | Apollōn Limassol    |
| 1993-94                                                     | Omonia              | 1-0 dts                | Anorthōsis          |
| 1994-95                                                     | APOEL               | 4-2                    | Apollōn Limassol    |
| 1995-96                                                     | APOEL               | 2-0 dts                | AEK Larnaca         |
| 1996-97                                                     | APOEL               | 2-0                    | Omonia              |
| 1997-98                                                     | Anorthōsis          | 3-1                    | Apollōn Limassol    |
| 1998-99                                                     | APOEL               | 2-0                    | Anorthōsis          |
| 1999-00                                                     | Omonia              | 4-2                    | APOEL               |
| 2000-01                                                     | Apollōn Limassol    | 1-0                    | Nea Salamis         |
| 2001-02                                                     | Anorthōsis          | 1-0                    | Ethnikos Achnas     |
| 2002-03                                                     | Anorthōsis          | 0-0 dts, 5-3 dcr       | AEL Limassol        |
| 2003-04                                                     | AEK Larnaca         | 2-1                    | AEL Limassol        |
| 2004-05                                                     | Omonia              | 2-0                    | Digenīs Morphou     |
| 2005-06                                                     | APOEL               | 3-2                    | AEK Larnaca         |
| 2006-07                                                     | Anorthōsis          | 3-2                    | Omonia              |
| 2007-08                                                     | APOEL               | 2-0                    | Anorthōsis          |
| 2008-09                                                     | APOP Kinyras        | 2-0                    | AEL Limassol        |
| 2009-10                                                     | Apollōn Limassol    | 2-1                    | APOEL               |
| 2010-11                                                     | Omonia              | 1-1 dts, 4-3 dcr       | Apollōn Limassol    |
| 2011-12                                                     | Omonia              | 1-0                    | AEL Limassol        |
| 2012-13                                                     | Apollōn Limassol    | 2-1 dts                | AEL Limassol        |
| 2013-14                                                     | APOEL               | 2-0                    | Ermīs Aradippou     |
| 2014-15                                                     | APOEL               | 4-2                    | AEL Limassol        |
| 2015-16                                                     | Apollōn Limassol    | 2-1                    | Omonia              |
| 2016-17                                                     | Apollōn Limassol    | 1-0                    | APOEL               |
| 2017-18                                                     | AEK Larnaca         | 2-1                    | Apollōn Limassol    |
| 2018-19                                                     | AEL Limassol        | 2-0                    | APOEL               |
| 2019-20                                                     | Non assegnata       | Non assegnata          | Non assegnata       |
| 2020-21                                                     | Anorthōsis          | 2-1 (dts)              | Olympiakos Nicosia  |
| 2021-22                                                     | Omonia              | 0-0 dts, 5-4 dcr       | Ethnikos Achnas     |
| 2022-23                                                     | Omonia              | 1-0                    | AEL Limassol        |
| 2023-24                                                     | Pafos               | 3-0                    | Omonia              |
| 2024-25                                                     | AEK Larnaca         | 0-0 (5-4 dtr)          | Pafos               |

## Vittorie per squadra
| Squadra             | Vittorie | Anni vittorie |
| ------------------- | -------- | --- |
| APOEL               | 21       | 1937, 1941, 1947, 1951, 1963, 1968, 1969, 1973, 1976, 1978, 1979, 1984, 1993, 1995, 1996, 1997, 1999, 2006, 2008, 2014, 2015 |
| Omonia              | 16       | 1965, 1972, 1974, 1980, 1981, 1982, 1983, 1988, 1991, 1994, 2000, 2005, 2011, 2012, 2022, 2023                               |
| Anorthōsis          | 11       | 1949, 1959, 1962, 1964, 1971, 1975, 1998, 2002, 2003, 2007, 2021                                                             |
| Apollōn Limassol    | 9        | 1966, 1967, 1986, 1992, 2001, 2010, 2013, 2016, 2017                                                                         |
| AEL Limassol        | 7        | 1939, 1940, 1948, 1985, 1987, 1989, 2019                                                                                     |
| EPA Larnaca         | 5        | 1945, 1946, 1950, 1953, 1955                                                                                                 |
| Trast               | 3        | 1935, 1936, 1938 |
| AEK Larnaca         | 3        | 2004, 2018, 2025 |
| Çetinkaya Türk      | 2        | 1952, 1954 |
| Pezoporikos Larnaca | 1        | 1970 |
| Olympiakos Nicosia  | 1        | 1977 |
| Nea Salamis         | 1        | 1990 |
| APOP Kinyras        | 1        | 2009 |
| Pafos               | 1        | 2024 |